# Зварич Віталій Романович
Віта́лій Рома́нович Зва́рич (псевдо.: «Рекс»; нар. 1974, м. Заліщики) — український військовик, учасник російсько-української війни. 

## Життєпис
Віталій Зварич народився в місті Заліщики Тернопільської області України. Закінчив місцеву школу.
Проходив курси тілоохоронців «Альфа» у Чернівцях. Служив у Національній гвардії.
Перебував за кордоном, але події Євромайдану спонукали повернутися в Україну. Вступив у загін Самооборони, влаштувався у столиці на роботу. 
24 серпня 2014 року добровольцем рушив на фронт. Проходив службу у 90-му окремому десантно-штурмовому батальйоні «Житомир» 81-ї окремої десантно-штурмової бригади. Брав участь у боях за Донецький аеропорт.

## Відзнаки
- орден «За мужність» III ступеня (2015)[1]
- нагрудний знак «За оборону Донецького аеропорту»
- лауреат конкурсу «Людина року» (2019, Тернопільщина)[2]